# N315 (België)
De N315 is een gewestweg in België tussen Reningelst (N304) en Heuvelland (N375). De weg is ongeveer 5 kilometer lang.
De gehele weg bestaat uit twee rijstroken voor beide rijrichtingen samen.

## Plaatsen langs N315
- Reningelst
- Westouter